# Championnats de France d'athlétisme 1983
Navigation
Championnats 1982 Championnats 1984
Les Championnats de France d'athlétisme 1983 ont eu lieu du 22 au 24 juillet 1983 à Bordeaux.

## Palmarès
| Discipline             | Hommes                  | Hommes         | Femmes              | Femmes        |
| ---------------------- | ----------------------- | -------------- | ------------------- | ------------- |
| 100 m                  | Antoine Richard         | 10 s 31        | Rose-Aimée Bacoul   | 11 s 19       |
| 200 m                  | Jean-Jacques Boussemart | 20 s 60        | Rose-Aimée Bacoul   | 22 s 59       |
| 400 m                  | Aldo Canti              | 45 s 87        | Raymonde Naigre     | 53 s 95       |
| 800 m                  | Philippe Dupont         | 1 min 45 s 60  | Nathalie Thoumas    | 2 min 04 s 60 |
| 1 500 m                | Philippe Dien           | 3 min 37 s 46  | Martine Fays        | 4 min 14 s 06 |
| 3 000 m                | -                       | -              | Annette Sergent     | 9 min 12 s 74 |
| 5 000 m                | Thierry Watrice         | 13 min 52 s 18 | -                   | -             |
| 10 000 m               | Philippe Legrand        | 29 min 02 s 56 | -                   | -             |
| 100 m haies            | -                       | -              | Michèle Chardonnet  | 13 s 02       |
| 110 m haies            | Stéphane Caristan       | 13 s 86        | -                   | -             |
| 400 m haies            | Gérard Brunel           | 51 s 05        | Dominique Le Disses | 57 s 87       |
| 3 000 m steeple        | Joseph Mahmoud          | 8 min 25 s 50  | -                   | -             |
| Saut en longueur       | Philippe Deroche        | 7,71 m         | Marie-Odile Legrand | 6,41 m        |
| Triple saut            | Christian Valétudié     | 16,45 m        | -                   | -             |
| Saut en hauteur        | Franck Verzy            | 2,22 m         | Maryse Ewanje-Epée  | 1,87 m        |
| Saut à la perche       | Pierre Quinon           | 5,65 m         | -                   | -             |
| Lancer du poids        | Jean-Marie Djebaili     | 17,37 m        | Léone Bertimon      | 16,64 m       |
| Lancer du disque       | Namakoro Niaré          | 57,46 m        | Catherine Beauvais  | 55,00 m       |
| Lancer du marteau      | Walter Ciofani          | 68,16 m        | -                   | -             |
| Lancer du javelot      | Jean-Paul Lakafia       | 80,82 m        | Monika Fiafialoto   | 57,10 m       |
| Décathlon / Heptathlon | Didier Claverie         | 7 744 pts      | Florence Picaut     | 6 102 pts     |